# St. Johann von Capistran (München)

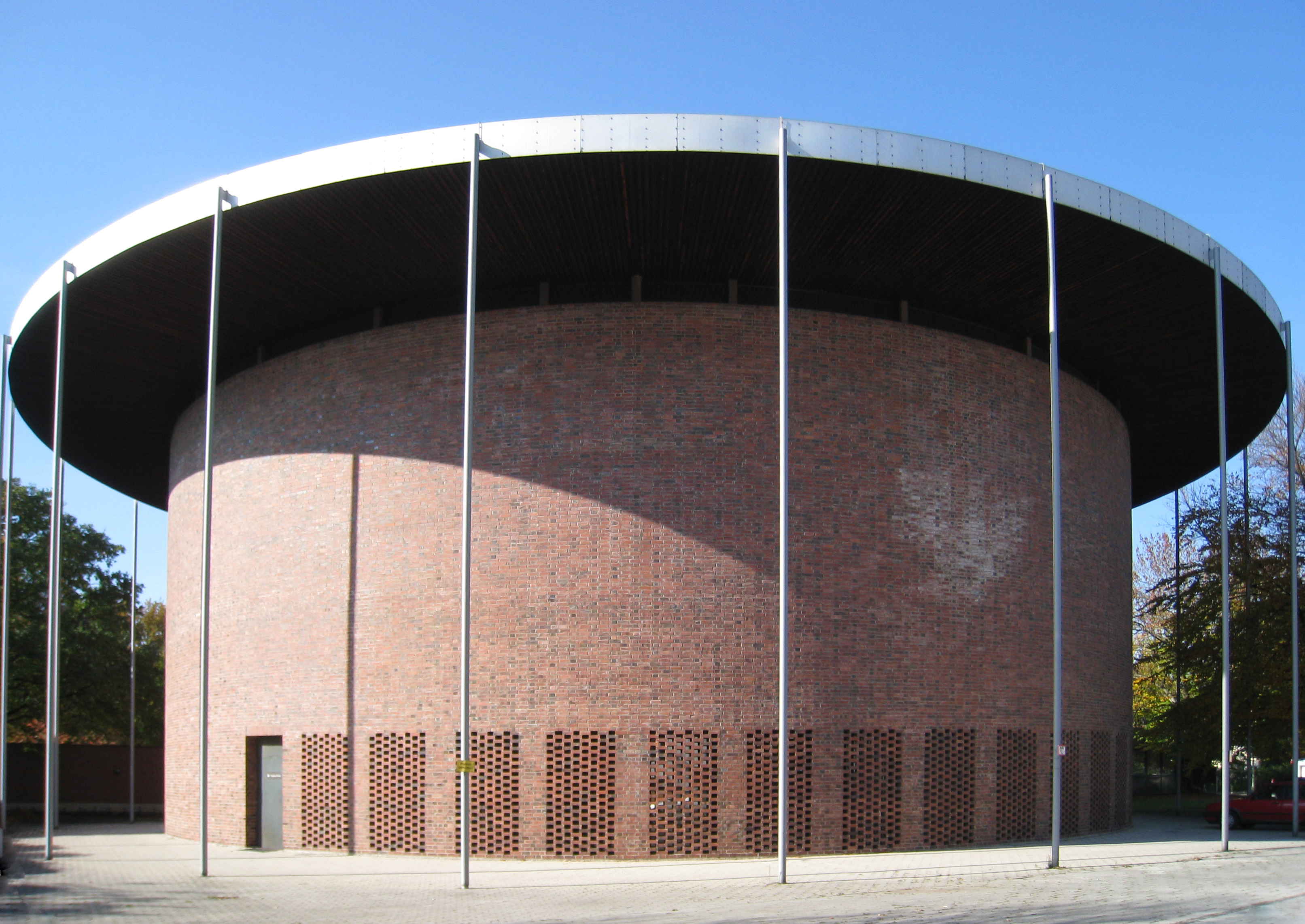
St. Johann von Capistran in Bogenhausen

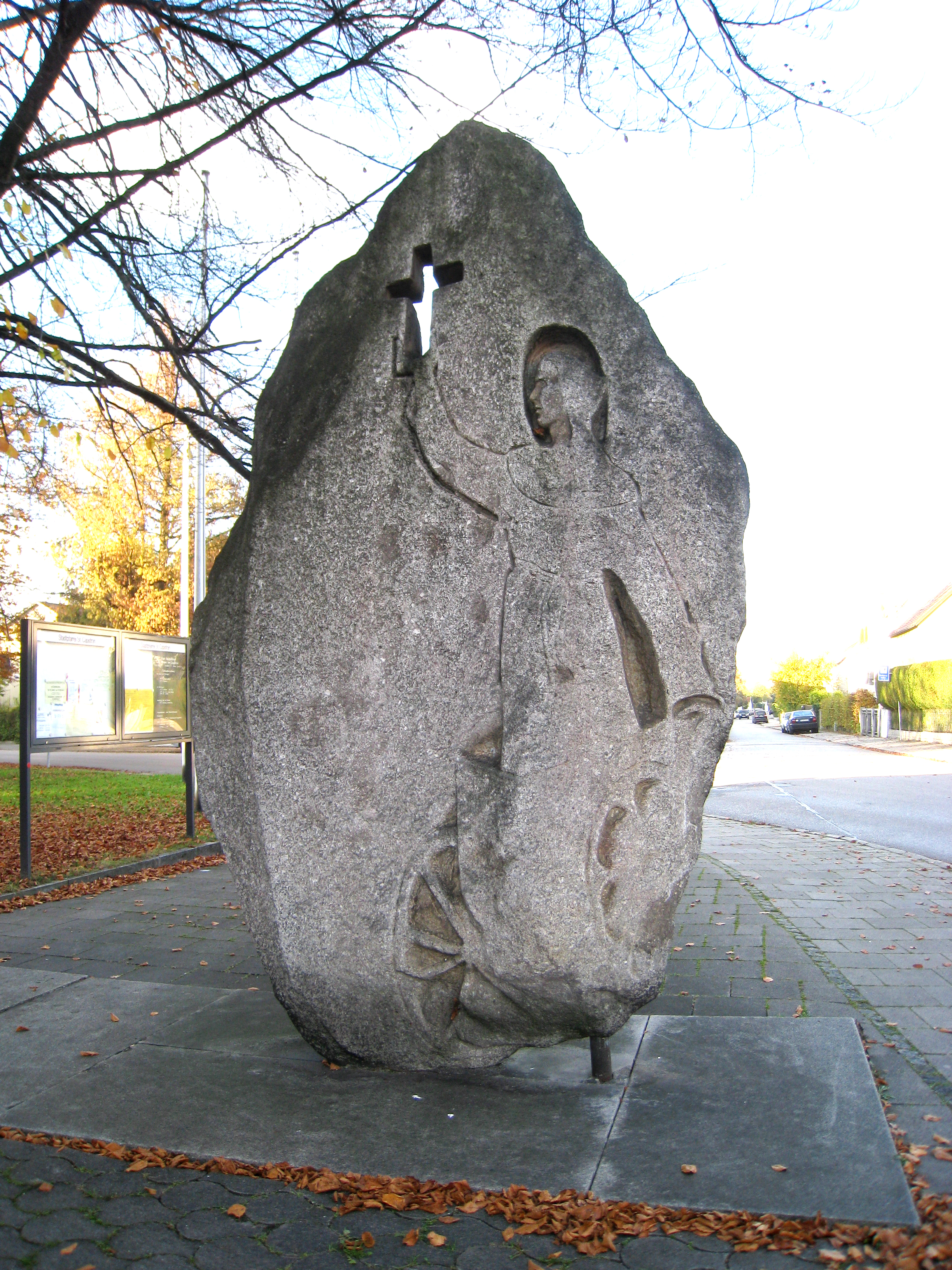
Denkmal für St. Johann von Capistran vor der Kirche

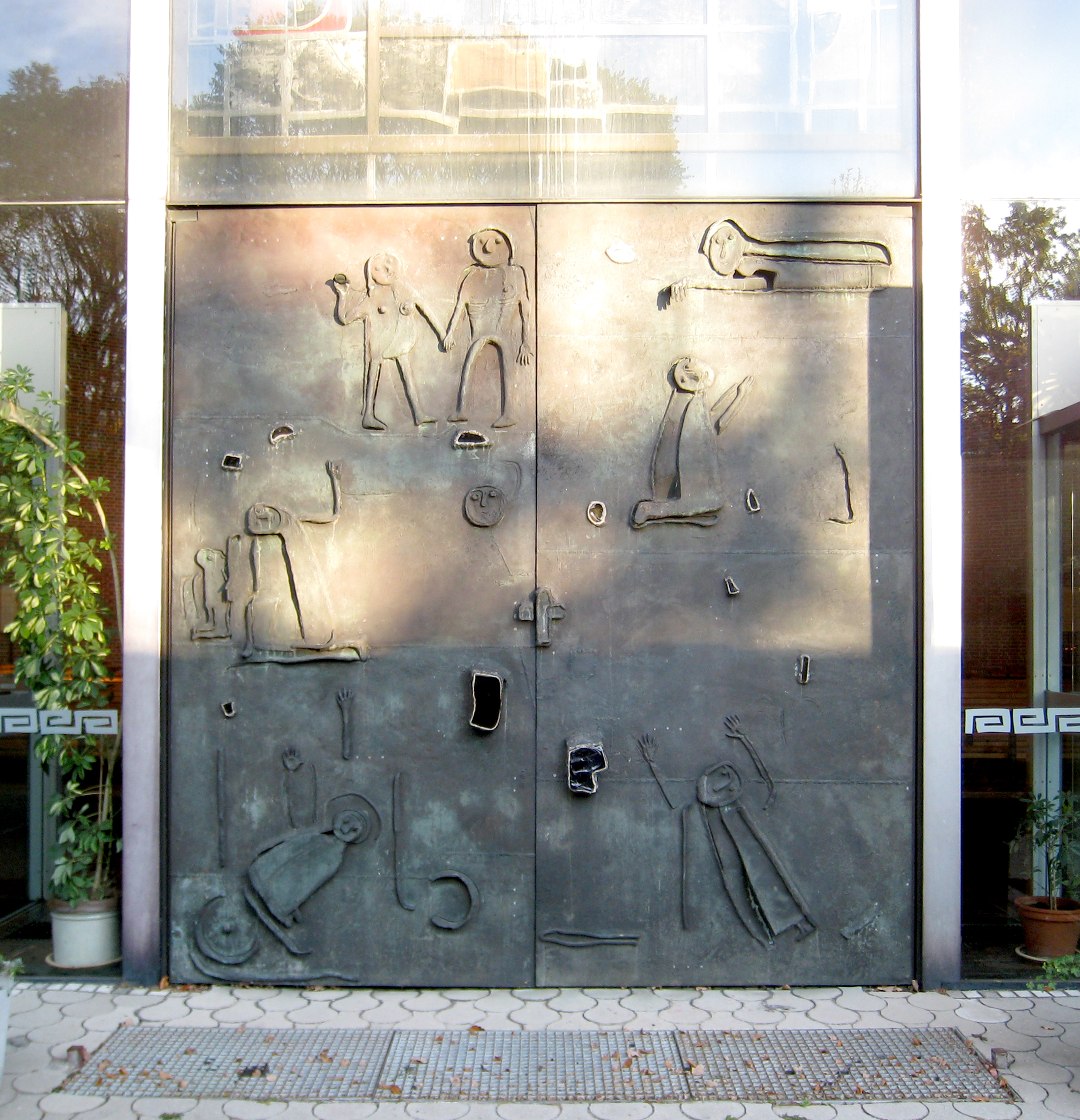
Eingang der Kirche St. Johann von Capistran

St. Johann von Capistran ist eine katholische Kirche in der Gotthelfstraße im Münchner Stadtteil Bogenhausen. Der runde Kirchenbau wurde 1960 dem heiligen Johannes Capistranus geweiht und zählt zu den bedeutendsten Sakralbauten der Nachkriegszeit.

## Architektur und Ausstattung
Die architektonische Gestaltung des Areals mit Pfarrhaus, Gemeindebücherei und Park übernahm der Architekt Sep Ruf, der auch den Taufstein in der Kirche gestaltete. Er stand unter dem Einfluss liturgischer Ideen von Aloys Goergen.
Die runde Kirche mit Sichtziegelmauerwerk hat einen Innendurchmesser von 28 Metern und einen Außendurchmesser von 32 Metern, wobei die innere und die äußere Mauer exzentrisch angeordnet sind und sich an einer gedachten Kreislinie am Westportal treffen. Der so entstehende Zwischenraum an der Ostseite hat vier Geschosse und beherbergt im Erdgeschoss u. a. Beichtstühle, Sakristei, den Taufstein und die Kirchenorgel (27 Register von C. Schuster & Söhne aus München). Die Umfassungsmauer hat eine Höhe von 12,50 Metern. 22 außenliegende Pendelstützen aus Eisen halten das Dach mit seinem Dachvorsprung von 4,50 Metern. Eine 3,50 Meter hohe Glaskuppel mit einem Durchmesser von 5 Metern ist über dem Altar, einem quadratischen Block mit 2 Metern Kantenlänge aus Nagelfluh, platziert. Sie orientiert sich konzentrisch an der Außenmauer und liegt so sehr nah am östlichen Rand des inneren Kreises. Direkt hinter dem Altar befindet sich der von Franz Rickert entworfene Tabernakel.
Die Eingangstür am Westportal zeigt in sechs Bronzereliefs Figuren aus der Bibel und wurde von Heinrich Kirchner gestaltet. Aus dem Alten Testament (linke Türe): Adam und Eva, das Opfer des Abraham und die Entrückung des Elias. Aus dem Neuen Testament (rechte Türe): Mariä Verkündigung, Golgotha und die Auferstehung Christi. Über der Türe findet sich das große Glasgemälde von Josef Oberberger mit der Darstellung der Wurzel Jesse.
Der Kreuzweg in der Kirche wurde mit Bronzereliefs von Karl Knappe gestaltet.
Vor der Kirche steht ein aus Granit gehauenes Denkmal für den heiligen Johann von Capistran, gestaltet von dem Bildhauer Josef Henselmann. Der Glockenturm in Form einer hohen Betonwand mit drei freihängenden Bronzeglocken (e1 – fis1 – a1) in so genannten Fenstern steht neben der Kirche.

## Lage
Die Kirche liegt in einem kleinen Park an der Gotthelfstraße und der Stuntzstraße, im Osten der Parkstadt Bogenhausen.

## Geschichte
Das Modell der Kirche war 1957 fertig, der Pfarrsaal wurde 1958 gebaut, eingeweiht und übergangsweise als Ort für die Gottesdienste genutzt. Der Grundstein der Kirche wurde am 12. April 1959 gelegt. Am 26. Juni 1960 wurde die Kirche von Kardinal Wendel geweiht.
Das neue Seelsorgsgebiet wurde 1957 als Kuratie errichtet und 1963 zur Pfarrei erhoben. Pfarrkurat und erster Pfarrer war Ludwig Braun, dem 1973 Günther Naumann als Pfarrer nachfolgte.
Am 1. Februar 2003 wurde der Pfarrverband Bogenhausen-Süd gegründet. Er besteht aus St. Rita, St. Klara und St. Johann von Capistran, wo auch der Hauptsitz ist. Diese drei Gemeinden werden von einem Pfarrer betreut, zuerst von Pfr. Brian McNeil, dann von Oktober 2008 bis Herbst 2019 von Pfarrer Alois Ebersberger. Ihm folgte Czeslaw Lukasz. Im April 2024 übernahm Pfarrer Markus Bittner (zuerst noch kommissarisch, seit September 2024 bestätigt) die Leitung des Pfarrverbandes Bogenhausen Süd.
Im Februar 2019 äußerte die Vorsitzende der Israelitischen Kultusgemeinde München, Charlotte Knobloch, Kritik am Patrozinium der Kirche, da der spätmittelalterliche Franziskanerprediger Johannes Capistranus für die Verfolgung und Ermordung vieler Juden verantwortlich gewesen sei. Sie plädierte für eine Namensänderung der Kirche, was jedoch nach Auskunft des Erzbistums München kirchenrechtlich kaum möglich ist. Die Benennung der Kirche im Jahr 1960 ging auf einen Vorschlag des Franziskanerordens zurück, der damals die Muttergemeinde St. Gabriel in Haidhausen betreute und zu dem der umstrittene Heilige gehörte.